# Etničke grupe Montserrata
Etničke grupe Montserrata: 6.000 stanovnika (UN Country Population; 2008)
- Britanci 200
- Francuzi 30
- Indopakistanci	10
- Montseraćani 5.500
- Španjolci 10